# بوسشن (فلم)
بوسشن أو ذا بوسشن هو لم رعب أمريكي من إنتاج هوليوود يتناول موضوع الديبوك، وهي أرواح شريرة في التراث اليهودي، وكيف يمكن لهذه الأرواح التحكم في البشر وتصرفاتهم. الفيلم من إخراج أولي بورندال، وإنتاج سام رايمي. تم إنتاج الفيلم عام 2012، وعُرض لأول مرة في دور السينما بتاريخ 31 أغسطس من العام نفسه.

## قصة الفيلم
يبدأ الفيلم بمشهد لامرأة مسنة تحاول فتح صندوق غامض. تصدح موسيقى كلاسيكية في الخلفية، وفي يدها ماء مقدس، بينما يظهر عليها الخوف الشديد. تحاول المرأة إلقاء تعويذات لتعطيل القوى الخارقة المرتبطة بالصندوق، ولكن قبل أن تتمكن من الكلام، يتم دفعها بعنف إلى الحائط، وتُرمى حول الغرفة بطريقة مروعة. في تلك اللحظة، يدخل ابنها إلى الغرفة ليجدها ملقاة على الأرض فاقدةً للوعي.
تنتقل القصة في المشهد التالي إلى عائلة مكونة من زوجين منفصلين حديثًا وابنتهما. يرافق الأب ابنته إلى منزله الجديد الواقع في منطقة سكنية هادئة على أطراف المدينة. أثناء رحلتهم، يتوقفون لشراء بعض الأغراض، حيث تلاحظ الفتاة صندوقًا قديمًا يلفت انتباهها. تصر على شرائه، وبالرغم من تردد الأب، يوافق في النهاية. عند وصول الأسرة إلى المنزل، تُفاجأ الفتاة بوجود المرأة نفسها التي ظهرت في بداية الفيلم، ممددة على السرير ومغطاة بالجروح والضمادات.
مع مرور الوقت، تبدأ الفتاة بمحاولة فتح الصندوق، لكنها تفشل كما فشل والدها من قبل. في إحدى الليالي الهادئة، تسمع همسات وأصوات غريبة صادرة من الصندوق. تفتحه لتجد داخله أشياء غامضة وغير مفهومة. منذ تلك اللحظة، تبدأ تصرفاتها بالتغير بشكل ملحوظ؛ تُصبح عدوانية، فتعتدي أحيانًا على والدها، وأحيانًا أخرى تُحطم الأثاث أو تهاجم زملاءها في المدرسة.
تتصاعد الأحداث مع ظهور ظواهر غريبة ومخيفة. يبدأ الأب بالشك في أن الصندوق هو السبب وراء كل ما يحدث. يقرر التخلص منه ويرميه بعيدًا، لكن المفاجأة أن ابنته تعيده إلى المنزل. يشرع الأب في البحث عن سر الصندوق، ويفكك الرموز المكتوبة عليه رغم أنها بالعبرية. يكتشف أن الصندوق يحتوي على روح شريرة تم حبسها من قِبَل اليهود في زمن بعيد.
لإنقاذ ابنته، يلجأ الأب إلى مجتمع يهودي طلبًا للمساعدة. يتعاون مع حاخام شجاع، وينطلقان معًا إلى طابق سفلي في مستشفى مهجور لإجراء طقوس استخراج الروح الشريرة. المشهد الأخير يجسد ذروة الفيلم، حيث تتشابك الأحداث بين القوة الشريرة وطقوس التطهير في معركة مروعة لإنقاذ الطفلة.

## وصلات خارجية
- بوسشن على موقع IMDb (الإنجليزية)
- بوسشن على موقع ميتاكريتيك (الإنجليزية)
- بوسشن على موقع روتن توميتوز (الإنجليزية)
- بوسشن على موقع نتفليكس (الإنجليزية)
- بوسشن على موقع قاعدة بيانات الأفلام العربية
- بوسشن على موقع ألو سيني (الفرنسية)
- بوسشن على موقع أول موفي (الإنجليزية)
- بوسشن على موقع بوكس أوفيس موجو (الإنجليزية)
- بوسشن على موقع فيلمافينيتي (الإسبانية)
- بوسشن على موقع قاعدة بيانات الفيلم (الإنجليزية)